# Rogów (Sokołów)
Pour les articles homonymes, voir Rogów.
Rogów [ˈrɔɡuf] est un village polonais de la gmina de Repki dans le powiat de Sokołów et dans la voïvodie de Mazovie, au centre-est de la Pologne.
Il est situé à environ 5 kilomètres au nord-est de Repki, 8 kilomètres à l'est de Sokołów Podlaski et à 95 kilomètres à l'est de Varsovie.